# Массіміліано Сфорца
Ерколе Массіміліано Сфорца (*Ercole Massimiliano Sforza, 25 січня 1493 — 4 червня 1530) — герцог Мілану в 1513—1515 роках.

## Життєпис
Походив з династії Сфорца. Син Людовіко Сфорца, герцога Міланського, та Беатріче д'Есте. Отримав ім'я на честь імператора Максиміліана I Габсбурга. У 1497 році втратив матір.
1499 році його батько зазнав поразки й 1500 року потрапив у полон до французького короля Людовіка XII. Слідом за цим Массіміліано разом з молодшим братом Франческо втік до Інсбрука в Тиролі, де мешкала його вуйня — імператриця Б'янка Марія.
У 1512 році швейцарці в ході Війни Камбрейської ліги захопили герцогство і 1513 року зробили його номінальним герцогом Міланським, хоча насправді продовжували господарювати в країні самі. Також герцог поступився швейцарцями містами Локарно, Лугано, Валь д'Маггіо, Медрісіо, зобов'язався одноразово сплатити 200 тис. дукатів та щорічно платити швейцарцями 40 тис. дукатів.
Того ж року брав участь у ліги, спрямованої проти Франції. Остання змогла здобути перемоги при Новарі. На початку 1515 року новий французький король Франциск I висунув Массіміліано Сфорца пропозицію: обмін на 1 млн дукатів та щорічної пенсії герцогу Немуру у 120 тис. дукатів, відмовитися від прав на Мілан. Але Сфорца відмовився.
Франциск I оголосив, що особисто очолить новий похід 1515 року. 13-14 вересня біля Мариньяно швейцарі зазнали цілковитої поразки. У швейцарців не було достатньо сил, щоб утримати місто, і 4 жовтня герцог Массіміліано Сфорца здав місто.
11 грудня 1515 році укладено Болонський мирний договір, за яким Массіміліано Сфорца продав свої права на герцогство Франциску I за 30 тис. дукатів, а папа Лев X і імператор Максиміліан I визнали Франциска правителем Мілана. Разом з французами перебрався до Парижу, де вів життя приватної особи, померши у Парижі 1530 року.